# Сотско
Сотско — деревня в Старорусском муниципальном районе Новгородской области, с весны 2010 года относится к Великосельскому сельскому поселению. На 1 января 2011 года постоянное население деревни — 36 жителей, число хозяйств — 12.
Деревня расположена на левом берегу реки Холынья, в шести километрах к юго-востоку от деревни Большие Боры.

## Население
| 2010 | 2011 | 2012 | 2013 |
| ---- | ---- | ---- | ---- |
| 53   | ↘36  | →36  | ↘31  |

## История
Упоминается как Сочко в Дретонском погосте, в писцовых книгах Шелонской пятины с 1498 года в волости Дретона Спасского Русского монастыря. В Новгородской губернии деревня была приписана к Старорусскому уезду. Затем деревня относилась Дретенскому сельсовету Старорусского района. До весны 2010 года входила в ныне упразднённое Большеборское сельское поселение.

## Транспорт
Ближайшая железнодорожная станция расположена в Тулебле. В деревню есть автомобильная дорога.